# Merrion Castle
Merrion Castle (irisch Caisleán Mhuirfean) war eine Burg im heutigen Mount Merrion, einem Vorort der irischen Hauptstadt Dublin. Sie wurde Anfang des 14. Jahrhunderts erbaut und diente vom 16. bis zum 18. Jahrhundert der Familie FitzWilliam (später Viscounts FitzWilliam) als Sitz. Nachdem die FitzWilliams in das Mount Merrion House umgezogen waren, verfiel die Burg. Sie wurde 1780 abgerissen und heute ist von ihr keine Spur mehr zu finden. Sie lag gegenüber der Merrion Gates, wo heute die St. Mary’s Home and School for the Blind steht. Dies kann man auf historischen Karten sehen.

## Frühe Geschichte
Erstmals urkundlich erwähnt wird eine Burg in Merrion um das Jahr 1334, als sie sich in Besitz von Thomas Bagod, einem Nachfahren von Sir Robert Bagod, befand. Dieser hatte um 1280 Baggotrath Castle erbauen lassen. Ende des 14. Jahrhunderts gehörte Merrion Castle Sir John Cruise, einem führenden Diplomaten und Soldaten. Im 15. Jahrhundert kamen beide Burgen in Besitz der Familie FitzWilliam, die zu den wichtigsten Landbesitzern in Dublin geworden waren; James FitzWilliam, der Chief Baron of the Irish Exchequer, heiratete die Tochter von Sir John Cruise. Bis zum Ende des 16. Jahrhunderts war Baggotrath Castle der bevorzugte Sitz der FitzWilliams. Um deren Besitz führten sie in den 1440er-Jahren einen erbitterten Kampf mit der Familie Cornwalsh. Es war Thomas FitzWilliam, Großvater des ersten Viscounts, der in der Regierungszeit Königin Elisabeth I. Merrion Castle zum Hauptfamiliensitz machte.

## Bürgerkrieg und Restauration
Im englischen Bürgerkrieg war der Besitz einer so starken Festung in der Nähe von Dublin klar von Vorteil für beide Parteien des Konfliktes. Die FitzWilliams, die stramme Royalisten waren, bestückten Merrion Castle mit einer starken Garnison, aber im Juni 1642 kam die Burg durch Verrat auf die Seite der Parlamentaristen und verblieb bei ihnen bis zur Stuart-Restauration. Der 2. Viscount, Oliver FitzWilliam, später Earl of Tyrconnell, der einigen Einfluss auf Henry Cromwell hatte, setzte sich für seine Rückkehr ein, aber ohne Erfolg. Nachdem die Familie sich traditionell loyal dem Haus Stuart gegenüber verhalten hatte, mag er wohl 1660 die schnelle Rückgabe erwartet haben, aber die bittere Zerstrittenheit in Irland nach der Restauration, in Folge derer der Earl of Tyrconnell von seinen Feinden angeklagt wurde, Oliver Cromwell unterstützt zu haben, verursachte Verzögerungen bei der vollständigen Rückgabe seiner Ländereien; erst 1663 bekam er Merrion Castle zurück.
Obwohl Merrion Castle großen Schaden während der militärischen Belagerung gelitten hatte, war es noch ein großer Wohnsitz; für die Herdsteuer wurden ihm 16 Herde zugerechnet, was es zu einem der größten privaten Wohnsitze in Dublin machte. Lord Tyrconnell ließ in seinen letzten Jahren nicht mehr viel an der Burg reparieren und verstarb schließlich 1667. Merrion Castle blieb bis 1710 der Hauptfamiliensitz; dann ließ Richard FitzWilliam, 5. Viscount FitzWilliam, mit dem Bau von Mount Merrion House beginnen.

## Die Ruinen von Merrion Castle
In den Jahren nach 1710 wurde die Burg vollständig aufgegeben und verfiel schnell. Bis zum Ende der 1720er-Jahre scheint sie wenig mehr als eine Ruine gewesen zu sein und die Zeitungen berichteten, dass das Anwesen von großen und wilden Nagetieren namens „Marmonts“ befallen war. Die „Marmonts“ waren höchstwahrscheinlich Wanderratten, die in Irland ab 1722 auftraten, ein paar Jahre vor ihrem Auftauchen in England.
Gabriel Beranger skizzierte die Ruinen um 1765. Austin Cooper kartierte sie im Mai 1780, fand aber die Burgruine bei einem zweiten Besuch bereits abgerissen. The Topographical Dictionary of Ireland 1837 stellt fest, dass Efeu die Burgruinen überzog, die damals offensichtlich noch existierten.